# Aka
Els aka, nyoyaka, babinga, bambenga o biaka són un poble pigmeu de caçadors-recol·lectors que viu a les selves del sud-oest de la República Centreafricana, en les prefectures de Mbaïki, Mongoumba, Nola i Bambio, a la conca del riu Sangha i a la zona veïna al nord-est de la República del Congo. En el seu idioma biaka és la forma plural del nom i mouaka n'és el singular.
Tenen relacions d'intercanvi comercial i de relativa subordinació amb els camperols Ngando i, com ells, parlen un idioma que pertany al mateix subgrup de llengües bantus de la gran família lingüística del níger-congo.
S'ha fet famosa la música vocal pigmea aka, caracteritzada per una improvisació col·lectiva amb un dens contrapunt, editada en l'enregistrament African Rhythms (2003). Aquesta música ha influït en compositors com György Ligeti, Steve Reich i Pierre-Laurent Aimard. La seva complexa polifonia ha estat estudiada per diversos etnomusicòlegs, com Simha Arom. Mauro Campagnoli ha estudiat en profunditat els seus instruments musicals, comparant-los amb els d'altres grups pigmeus, especialment els dels seus veïns Baka.
El 2003, la tradició oral aka va ser proclamada "Obra mestra oral" i "Herència intangible de la humanitat" per la UNESCO.
Un informe de 2005 va considerar els homes aka com "els millors papes del món", per tenir els seus fills en braços el 47% del temps.